# Episodi di The Gifted (serie televisiva 2017) (prima stagione)
La prima stagione della serie televisiva The Gifted, composta da 13 episodi, è trasmessa in prima visione negli Stati Uniti dal canale Fox dal 2 ottobre 2017.
In Italia la stagione è stata trasmessa in prima visione dal canale satellitare Fox dal 18 ottobre 2017.
| nº | Titolo originale    | Titolo italiano          | Prima TV USA     | Prima TV Italia  |
| -- | ------------------- | ------------------------ | ---------------- | ---------------- |
| 1  | eXposed             | Un dono, una maledizione | 2 ottobre 2017   | 18 ottobre 2017  |
| 2  | rX                  | rX                       | 9 ottobre 2017   | 25 ottobre 2017  |
| 3  | eXodus              | L'esodo                  | 16 ottobre 2017  | 1º novembre 2017 |
| 4  | eXit strategy       | Strategia di fuga        | 23 ottobre 2017  | 8 novembre 2017  |
| 5  | boXed in            | In trappola              | 30 ottobre 2017  | 15 novembre 2017 |
| 6  | got your siX        | La fuga                  | 6 novembre 2017  | 22 novembre 2017 |
| 7  | quick fiX           | ... Estremi rimedi       | 13 novembre 2017 | 29 novembre 2017 |
| 8  | threat of eXtintion | A rischio estinzione     | 20 novembre 2017 | 6 dicembre 2017  |
| 9  | outfoX              | L'intuizione             | 4 dicembre 2017  | 13 dicembre 2017 |
| 10 | eXploited           | La trappola              | 11 dicembre 2017 | 29 gennaio 2018  |
| 11 | 3 X 1               | Tre per uno              | 1º gennaio 2018  | 5 febbraio 2018  |
| 12 | eXtraction          | Alleanza                 | 15 gennaio 2018  | 12 febbraio 2018 |
| 13 | X-roads             | A un bivio               | 15 gennaio 2018  | 19 febbraio 2018 |

## Un dono, una maledizione
- Titolo originale: eXposed
- Diretto da: Bryan Singer
- Scritto da: Matt Nix

### Trama
Atlanta, Georgia: la mutante Clarice Fong fugge da una centro di detenzione per mutanti e viene salvata dai mutanti Marcos Dias, Lorna Dane e John Proudstar, membri di un gruppo clandestino. Durante la fuga Lorna viene catturata e in seguito interrogata dal procuratore distrettuale Reed Strucker. Nel frattempo i figli di Reed, Lauren e Andy, si recano al ballo della scuola, dove Andy viene preso di mira dai bulli. Preso dal panico, Andy rivela i suoi poteri mutanti. Lauren corre in soccorso di Andy, rivelando di essere anche lei una mutante. Tornati a casa, gli Strucker ricevono la visita dei Sentinel Services, intenzionati a prendere in custodia Lauren e Andy, i quali riescono a fuggire insieme alla madre, Caitlin. I tre si riuniscono con Reed, che decide di portare la famiglia in clandestinità per sfuggire al governo; gli Strucker si incontrano con uno dei capi del gruppo mutante clandestino, Marcos Dias, che in cambio del suo aiuto vuole informazioni su dove si trovi Lorna; Reed accetta e rivela che Lorna è incinta. Gli Strucker e Marcos si incontrano nuovamente la notte seguente, tuttavia vengono sorpresi dall'arrivo dei Sentinel Services e sono costretti a scappare. Clarice e John giungono in loro soccorso e li aiutano a mettersi in salvo, ma Reed viene colpito da un colpo di pistola e rimane indietro.
- Altri interpreti: Ptolemy Slocum (Ted Laird), Joe Nenners (Agente Ed Weeks), Matthew Tompkins (Cal Jones), Steffan Argus (Jack), Dalton Gray (Jake), Pierce Foster Bailey (Trevor), Giovanni Devito (Dax), Toks Olagundoye (Carla), Jeff Daniel Phillips (Barista)

## rX
- Diretto da: Len Wiseman
- Scritto da: Matt Nix
- Altri interpreti: Joe Nenners (Agente Ed Weeks), Elena Satine (Dreamer) Sharon Gless (Ellen Strucker), Garret Dillahunt (Dr. Roderick Campbell), Hayley Lovitt (Sage) Jermaine Rivers (Shatter) Chris Butler (Dr. Watkins), Dinarte DeFreitas (Pedro)

### Trama
Clarice perde i sensi per lo sforzo di teletrasportare il gruppo al nascondiglio, perdendo il controllo delle sue abilità. Ciò causa l'apertura di portali verso una strada sconosciuta, causando un incidente che viene portato all'attenzione della polizia. Caitlin, che è un'infermiera, si offre di cercare un farmaco che possa aiutare Clarice e corre in un ospedale vicino, l'unico che cura ancora i mutanti, con Marcos, dove usano una sua vecchia ferita per ottenere l'accesso al farmaco. In prigione Lorna ha un collare sul collo che le infligge una scossa ogni volta che cerca di usare le sue abilità. Affronta discriminazioni e attacchi da parte degli altri prigionieri e quando prova ad usare i suoi poteri, ignorando il dolore del collare, viene messa in isolamento. Reed viene interrogato da Jace, che prova varie tecniche per ottenere la collaborazione di Reed, incluso interrogare sua madre, Ellen. Caitlin e Marcos tornano in tempo per aiutare Clarice prima che i suoi portali causino gravi danni e costringano il gruppo ad evacuare. Reed accetta di cedere a Jace l'ubicazione della base in cambio della libertà della sua famiglia.

## L'esodo
- Titolo originale: eXodus
- Diretto da: Scott Peters
- Scritto da: Rashad Raisani
- Altri interpreti: Elena Satine (Dreamer), Garret Dillahunt (Dr. Roderick Campbell), Jeff Philips (Fade), Jeff Nordling (Daniel), Cooper Roth (Scott), Darren Goldstein (Chuck), Erin Way (Sheila)

### Trama
Il gruppo di rifugiati intende salvare Lorna usando i poteri di Clarice trasportandosi nella prigione. Quest'ultima però non riesce più a gestire le sue abilità in seguito agli eventi precedenti. Per questo viene aiutata da John che le dice di provare a pensare a qualcuno che ama per innescarli. Caitlin intanto se ne va di nascosto, coi figli, dal rifugio. Si reca da suo fratello Daniel, un politico molto influente che potrebbe aiutarli legalmente. Daniel però non è disposto ad aiutarli e, quando si diffonde la notizia che i fuggitivi sono lì, i vicini li vanno ad attaccare per mantenere sicuro il quartiere. Fuggono dalla casa con l'aiuto di Marcos e John. Clarice crea un portale per permettere loro di tornare al rifugio. Riesce a farlo solo grazie all'aiuto della mutante Dreamer (che fa parte del gruppo) che le inserisce nella mente l'idea di amare John e di aver avuto una relazione con lui. Reed intanto decide di non rispettare i suoi accordi con Jace quando si rende conto di come sono trattati i mutanti. Infine Jace rifiuta un'offerta di aiuto dallo scienziato Roderick Campbell, che è interessato ai bambini degli Strucker.

## Strategia di fuga
- Titolo originale: eXit strategy
- Diretto da: Karen Gaviola
- Scritto da: Meredith Lavender e Marcie Ulin
- Altri interpreti: Elena Satine (Dreamer), Zach Roerig (Pulse), Michelle Veintimilla (Carmen), Joe Nemmers (Agente Weeks), Hayley Lovitt (Sage), Jermaine Rivers (Shatter), Tony Vo (Giovane mutante), Derek James Jones (Commerciante), Josue Gutierrez (Francisco), Aaron Nelson (SS Winkler), Matt Doman (SS Mcauley), Tom McIlwain (Guardia SS #2), Jesse O'Neill (Guardia SS #3), Gino Vento (Juan), Jason Ripoll (Membro della gang), Stephen Jones (Autista)

### Trama
Due anni prima, la resistenza ha aiutato diversi mutanti a fuggire da un "Centro di ricollocazione" delle SS (Sentinel Services), causando però la morte di Pulse, miglior amico di John. Ora la resistenza ha in programma di salvare Reed e Lorna dalle SS prima che vengano trasferiti in un centro simile, da cui si sa già che i detenuti non usciranno vivi. Marcos ottiene informazioni su come far evadere Reed e Lorna dal cartello per cui lavorava, ora gestito dalla sua ex fidanzata Carmen Guerra. Lei lo costringe a usare le sue abilità per torturare qualcuno in cambio di informazioni. La resistenza attacca il convoglio che trasporta Reed e Lorna, con Andy e Lauren che uniscono le loro abilità per fermare i veicoli. Perdono tutti le loro abilità quando appare Pulse, sorprendentemente vivo e al lavoro per le SS. Lui con i suoi poteri può sopprimere in un certo raggio le abilità di tutti i mutanti presenti. John mette Pulse KO, Lorna libera sè stessa e Reed e scappano tutti. Nel frattempo, Clarice continua a ricordare il suo amore per John, ma lui le dice che non sono mai stati insieme.

## In trappola
- Titolo originale: boXed in
- Diretto da: Jeremiah Chechik
- Scritto da: Jim Campolongo

### Trama
Gli Struckers si riuniscono nel rifugio, dove un mutante di nome Fade riconosce Reed come colui che ha lavorato con Jace. Per questo molti dei membri non vogliono che Reed si unisca a loro. Per dimostrare la sua lealtà, egli suggerisce di usare sé stesso come esca per attirare via gli agenti delle SS. Nel frattempo Caitlin, Lauren e Andy riescono a salvare la vita di un mutante ferito, Trader. Dopo essersi guadagnati la fiducia dei rifugiati, gli Struckers decidono di restare e combattere con loro. Marcos e Lorna attaccano un posto di blocco delle SS e catturano Jace. Dreamer e Clarice si uniscono a loro, mentre sono circondati dalle SS. Dreamer inizia a cercare informazioni nei ricordi di Jace, scoprendo il programma che ha convertito Pulse in un agente delle SS. Non riesce a finire perché il gruppo è costretto a fuggire, lasciando Jace convinto che sua figlia sia ancora viva nonostante la sua morte durante una protesta dei mutanti quattro anni prima. Clarice in seguito affronta Dreamer riguardo all'alterazione dei suoi ricordi. 

## La fuga
- Titolo originale: got your siX
- Diretto da: Craig Siebels
- Scrutto da: Melinda Hsu Taylor

### Trama
Clarice accusa John di non averle detto cosa Dreamer ha fatto ai suoi ricordi e decide di lasciare il gruppo. I rifugiati scoprono la posizione della struttura federale dov'era stato Pulse e decidono di attaccarla. Reed, Marcos e Andy fanno irruzione per rubare informazioni sui mutanti che ora lavorano per le SS. John teme che questi mutanti possano essere il fattore decisivo in una guerra che gli X-Men credevano imminente (questi hanno messo John a capo della clandestinità prima che scomparissero). Reed si preoccupa delle capacità di Andy e tenta di riguadagnare la sua fiducia come padre. Dopo aver rubato le informazioni, il trio viene seguito dalla polizia in un'imboscata delle SS. Riescono a fuggire grazie anche all'aiuto di Lauren e di un altro giovane mutante, l'illusionista visivo Wes. Nel frattempo a Jace viene concesso un congedo obbligatorio per aver dovuto rivivere la morte della figlia, ma lo ignora e inizia invece una nuova collaborazione con Roderick Campbell, dandogli informazioni su Andy e Lauren in cambio del suo aiuto.

## ... Estremi rimedi
- Titolo originale: eXtream measures
- Diretto da: Stephen Surjik
- Scritto da: Michael Horowitz

### Trama
Guerra costringe Marcos ad aiutarla in un altro lavoro, questa volta distruggendo una spedizione di droga di un rivale. Lorna e Dreamer lo seguono dopo che la prima ha scoperto che stava mentendo sulla sua posizione, arrabbiandosi con lui. John rintraccia Clarice e si offre di aiutarla a trovare la strada che si vedeva dai portali che lei apriva quando era malata. Si rendono conto che la strada porta alla casa per mutanti in cui viveva da bambina, ma ora è abbandonata dopo che gli agenti delle SS hanno preso d'assalto l'edificio e ucciso i suoi abitanti. Accetta di unirsi di nuovo alla lotta. Dalle informazioni rubate, la resistenza scopre che Wes ha precedenti penali, il che lo porta a partire verso un altro gruppo di rifugiati. Scoprono inoltre che il padre di Reed potrebbe essere stato coinvolto nel programma di Campbell per trasformare i mutanti e usarli per i propri scopi quando lavorava per la Trask Industries. Ora Campbell e Jace intendono inviare questi mutanti, chiamati Hounds, nel gruppo della resistenza sotto copertura. Quando un funzionario del Dipartimento di Giustizia degli Stati Uniti tenta di impedire ai due di proseguire le loro azioni illegali, uno degli Hounds le fa avere un ictus. 

## A rischio estinzione
- Titolo originale: threat of eXtinction
- Diretto da: Steven DePaul
- Scritto da: Carly Soteras

### Trama
I clandestini salvano un gruppo di rifugiati mutanti, ma una telepate tra loro, Esme, rivela che una di loro è una Hound infiltrata. Questa viene presa in ostaggio ed Esme riesce a leggere la sua mente. Apprendono che è stata presa in ostaggio dalle Trask Industries e che il lavoro su di lei includeva l'utilizzo di una droga, chiamata Kick. Reed e John vanno a trovare il padre separato di Reed, Otto, che lavorava per le Trask Industries. Otto rivela che suo padre e sua zia, Andreas e Andrea von Strucker, erano i terroristi mutanti Fenris. Questi avevano abilità estremamente potenti, che hanno poi trasmesso ad Otto. Il suo lavoro alle Trask Industries si è concentrato sulla soppressione del gene mutante X, e grazie a questo ha impedito a Reed di sviluppare dei poteri. Lauren e Andy ora hanno le stesse abilità dei Fenris e possono diventare potenti quanto loro se i loro poteri vengono combinati. Campbell e gli agenti delle SS arrivano per interrogare Otto e lui li attacca con le sue abilità per proteggere Reed e John. Otto riesce a superare la soppressione del gene mutante operata da Pulse, scatenando un'esplosione che ferisce Campbell e uccide Pulse.

## L'intuizione
- Titolo originale: outfoX
- Diretto da: Liz Friedlander
- Scritto da: Brad Marques

### Trama
Reed racconta alla sua famiglia quanto detto da suo padre sui von Strucker e le loro attività terroristiche. Lui e Caitlin mettono alla prova Andy e Lauren per vedere se possono diventare potenti quanto i Fenris. Tenendosi per mano, la coppia percepisce un potere così forte da riuscire a distruggere l'intero edificio, ma vengono fermati da Reed che li separa. Disperata per voler salvare la sua famiglia dalla sede della Trask, Esme usa le sue abilità per manipolare gli altri e convincerli a concordare un piano d'attacco: Clarice, Dreamer e gli Strucker distruggeranno una centrale elettrica che alimenta la struttura di Trask, che può quindi essere attaccata da loro, Lorna, Marcos e John. Jace lo prevede e organizza una task force non ufficiale delle SS per assaltare la centrale elettrica prima che possa essere disattivata. Clarice e Dreamer vengono catturate mentre cercano di far scappare Andy e Lauren, mentre Reed e Caitlin guardano il tutto inorriditi da un furgone all'esterno della struttura. Intrappolati nel seminterrato, Andy e Lauren uniscono le mani per scatenare il loro potere, ma Andy impedisce loro di usare le abilità combinate per evitare che vengano uccisi tutti gli abitanti dell'edificio. Si arrendono dunque alle SS, vengono catturati col collare che impedisce loro di usare i poteri, sotto lo sguardo disperato dei genitori.

## La trappola
- Titolo originale: eXploited
- Diretto da: Craig Siebels
- Scritto da: Jim Campolongo

### Trama
Lorna vuole attaccare immediatamente le SS, mentre Reed e Caitlin optano per una soluzione diplomatica che non metta in pericolo i loro figli, provando a  contattare alcuni dei vecchi contatti di Reed che potrebbero sapere qualcosa riguardo alle Trask Industries e il programma Hound. Esme parla con Reed e Caitlin in segreto e suggerisce loro di andare da Jace e sperare che la sua natura prevalga, facendo intuire che dentro di lui ci sia una parte buona. In realtà fa il doppio gioco e dice agli altri mutanti cosa intende fare la coppia. Il gruppo, non credendo nella soluzione diplomatica, decide di andare all'attacco. Alle Trask Industries Campbell, gravemente sfregiato, chiede ad Andy e Lauren di mostrargli i loro poteri combinati. I due si rifiutano, per cui Campbell fa uccidere Dreamer, costringendo loro a mostrargli ciò che vuole. I due riescono ad ammaccare un muro di adamantio apparentemente indistruttibile. Gli Strucker vanno intanto a casa di Jace per parlargli. Lui progetta di arrestarli, ma viene convinto dalla moglie a non farlo quando gli Strucker le spiegano cosa fanno ai mutanti alle Trask Industries, facendoli diventare dipendenti da una droga per poi mandarli ad uccidere. Jace dunque interrompe la collaborazione con Campbell e gli dice che intende trasferire via da lì i mutanti, riportandoli di nuovo alla base delle SS. I mutanti sfruttano questa opportunità per attaccare e liberare tutti, ma vengono traditi da Esme. Lei costringe le guardie a uccidersi a vicenda e libera le sue sorelle, Phoebe e Sophie Frost, che hanno le sue stesse abilità.

## Tre per uno
- Titolo originale: 3 X 1
- Diretto da: David Straiton
- Scritto da: Melinda Hsu Taylor

### Trama
Le sorelle Frost intendono unirsi alla resistenza per chiedere aiuto nel fermare il programma Hound, anche se in realtà lo stanno facendo per supportare il loro programma di ricostruzione dell'Hellfire Club. I membri della resistenza inizialmente rifiutano, mentre Reed e Caitlin decidono di portare la loro famiglia in Messico. Si fermano in un'altra base di rifugiati lungo la strada, dove si riuniscono a Wes. Una delle sorelle visita Andy, chiedendogli di riconsiderare la sua partenza. Un'altra visita Lorna e usa la conoscenza del suo misterioso padre biologico, che un tempo guidava l'Hellfire Club, e del suo bambino non ancora nato per cercare di manipolarla affinché li assista. Jace e Campbell lanciano un attacco alla posizione degli Strucker, usando Hound che possono combinare le loro abilità. Questi sono stati ottenuti con una tecnologia sviluppata grazie a Lauren e Andy mentre erano imprigionati lì. Lorna, Clarice, Marcos e John arrivano per salvarli, ma solo l'intervento delle sorelle Frost consente loro di fuggire con successo. La resistenza dunque si allea formalmente con l'Hellfire Club, ignara che le sorelle hanno fornito alle SS la posizione della base.

## Alleanza
- Titolo originale: eXtraction
- Diretto da: Scott Peters
- Scritto da: Michael Horowitz

### Trama
Lorna, Marcos, John e Clarice si uniscono alle sorelle Frost in una casa sicura dove Esme spiega che quando gli X-Men fondarono il gruppo dei clandestini prima della loro scomparsa, il loro gruppo rivale, la Confraternita, fondò il nuovo Hellfire Club. Campbell incontra il senatore contrario ai mutanti Montez e gli parla dei suoi progressi nella lotta per sradicare il gene X. Montez accetta di dare supporto politico all'espansione del programma Hound per l'uso in tutto il paese. Nel frattempo, gli agenti delle SS cercano maggiori informazioni sugli studi passati di Otto, per capire com'è riuscito a rimuovere i poteri dal figlio. Dopo aver appreso che stanno cercando la madre di Reed, Ellen, gli Strucker vanno nel suo ufficio e la convincono a nascondersi. Andy e Lauren non sono d'accordo su quanta forza usare per tenere a bada gli agenti delle SS in arrivo. Ellen dà agli Strucker il nome della partner di ricerca di Otto, Madeline Risman, prima di partire. I mutanti clandestini si infiltrano nella conferenza di Campbell e Montez con le sorelle Frost per rapire Campbell, ma fuggono quando lui usa dei bambini come scudi umani prima che arrivino le forze delle SS.

## A un bivio
- Titolo originale: X-roads
- Diretto da: Stephen Surjik
- Scritto da: Matt Nix & Jim Garvey

### Trama
Quattro anni prima, Lorna era stata avvicinata in un ospedale psichiatrico dall'avvocato Evangeline Whedon, che l'aveva reclutata per la resistenza per conto degli X-Men. Ora, Campbell e Montez sono pronti a volare a Washington. Le sorelle Frost convincono Lorna ad abbracciare la sua causa e a buttare giù l'aereo. Jace segue gli Strucker con una nuova coppia di Segugi fino al quartier generale della resistenza e lo assedia. Reed guida la difesa dell'edificio con i pochi combattenti rimasti, mentre Caitlin supervisiona un'evacuazione attraverso un tunnel di fuga. Quando i Segugi irrompono nell'edificio, Andy e Lauren rimangono indietro per permettere agli ultimi uomini della resistenza di scappare. Uniscono le loro abilità, disintegrando l'intero edificio e i Segugi al suo interno. Nel frattempo, Lorna distrugge l'aereo su cui si trovano Campbell e Montez. Jace, scontento e sconfitto, si dimette quando i suoi superiori alle SS tentano di incastrarlo come capro espiatorio. La resistenza si riorganizza a Nashville, Tennessee , dove Lorna e le Frost arrivano in cerca di reclute per l'Hellfire Club. Molti scelgono di unirsi a loro, tra cui Andy, nonostante le suppliche della sua famiglia.